# Basket Club Valtarese 2000
Il Basket Club Valtarese 2000 è la principale società di pallacanestro femminile di Borgo Val di Taro.
È stato fondato nel 1968 e gioca al PalaRaschi di Borgo Val di Taro.

## Storia
Il Basket Club Valtarese è stato fondato da Alberto Beccari nel 1968 e per una trentina d'anni ha disputato solo campionati regionali di Serie B e Serie C. Nel 1997, viene attivato un accordo con il Basket Parma, che sancirà l'inizio del periodo migliore della storia valtarese.
Nel 1997-98 il Basket Club partecipa per la prima volta nella sua storia alla Serie A2, grazie all'acquisto del titolo sportivo della squadra di San Miniato. All'esordio in quella che al momento era la terza serie, la società emiliana vince il Girone B e mantiene la categoria, venendo ammessa nella nuova A2. Nel 1998-99, però, retrocede nuovamente in Serie B. Contemporaneamente, la formazione juniores vince il titolo nazionale.
Tra il 1999 e il 2003 la Valtarese disputa dei campionati di Serie B d'Eccellenza d'alto livello, conquistando un secondo, un quarto e due primi posti. A livello giovanile, ha conquistato un altro titolo italiano con la juniores nel 2001, poi riconquistato anche l'anno successivo(2002). Nel 2003-04 la Valtarese retrocede nuovamente ai play-out e, dopo un anno di assestamento, ritorna in seconda divisione nel 2006. Al ritorno in A2, Borgo Val di Taro si salva ai play-out contro Muggia.
Nel 2007-08 perde i play-out contro Carugate e retrocede in Serie B d'Eccellenza. L'anno successivo con una cavalcata vincente fatta di 19 vittorie sulle ultime 20 gare disputate ritorna in serie A2, contro ogni pronostico.
L'anno successivo conquista brillantemente la salvezza con l'ingresso nei play-off, uscendo però al primo turno ad opera di Cervia. Nel 2010-2011 arriva il miglior risultato della propria storia; la stagione regolare vede la Valtarese 2000 qualificarsi come settima classificata ai play off. Nel primo turno le ragazze borgotaresi riescono ad espugnare in trasferta il campo della seconda della Classe Udine per bissare poi il successo sul parquet del palaRaschi in gara 2. La storica qualificazione alle semifinali per la promozione in A1 coincide con l'infortunio al ginocchio di Capitan Iemmi che deve abbandonare il campo a metà della seconda gara contro le friulane. La Valtarese si trova ad affrontare Bolzano, anch'essa approdata in semifinale, senza il suo leader ma le ragazze non mollano e costringono le più quotate avversarie a due gare decise solo all'ultimo secondo. La Valtarese 2000 non centra la finale ma resta comunque il miglior risultato di sempre ovvero essere tra le prime 20 formazioni d'Italia.
Il 2011-12 si rivela un anno sfortunato per la Valtarese 2000 che deve fare a meno della capitana Iemmi (infortunatasi contro Bolzano) mentre alla seconda giornata di andata contro Alghero anche il pivot Camisa s'infortuna seriamente al ginocchio saltando di fatto tutta la stagione. Al termine arriva una retrocessione in A3 fortemente caratterizzata dalla sfortuna.
Nel 2012-13 si autoretrocede in Serie B per motivi economici dando vita assieme alla valtarese pallacanestro al progetto unico di basket a Borgotaro.
Dal 2013 la Valtarese partecipa al Campionato di Serie B (terzo campionato Nazionale) e con il ritorno in panchina di Maurizio Scanzani, dalla stagione sportiva 2014-15, la Valtarese torna a conquistare una Finale Nazionale Giovanile. Le Under 15, annata 2000-01, dopo un brillante secondo posto alla final four regionali, conquistano l'accesso alle Finali Nazionali di categoria.